# ناحیه فلوریدا، شهرستان یلو مدیسن، مینه سوتا
ناحیه فلوریدا (به انگلیسی: Florida Township) یک منطقهٔ مسکونی در ایالات متحده آمریکا است که در شهرستان یلو مدیسن، مینه‌سوتا واقع شده‌است.
 ناحیه فلوریدا ۸۶٫۵ کیلومتر مربع مساحت و ۱۶۴ نفر جمعیت دارد و ۴۲۰ متر بالاتر از سطح دریا واقع شده‌است.